# 小宅近昭
小宅 近昭（おやけ ちかあき、1943年（昭和18年）1月17日 - 2019年（令和元年）8月4日）は、日本の政治家。茨城県那珂市長（4期）。

## 来歴
茨城キリスト教短期大学卒業。茨城県職員から那珂町議会議員となり、1995年に那珂町長に当選する。町長3期目の2005年に那珂町は隣接の瓜連町を編入し、那珂市となり、初代市長に就任した。2007年に再選。2011年の市長選挙では元那珂市議の海野徹に敗れた。2014年秋の叙勲で旭日小綬章受章。2019年8月4日死去、76歳。死没日をもって従五位に叙される。